# حافظ رشيد خان
حافظ رشيد خان (بالإنجليزية: Hafiz Rashid Khan)‏ هو محرر وصحفي وكاتب وشاعر باكستاني وبنغلاديشي، ولد في 23 يونيو 1961 في باشخالي ‏ في بنغلاديش.